# Édouard Ourliac
Pour les articles homonymes, voir Ourliac.
Édouard Ourliac, né le 31 juillet 1813 à Carcassonne et mort le 31 juillet 1848 à Paris, est un romancier, journaliste, nouvelliste, poète et littérateur français. 

## Biographie
Issu d'une famille très modeste, il reçoit une bonne éducation, et termine ses études au collège Louis-le-Grand. 
Il occupe une place dans l’administration des hospices, il fréquente les poètes bohèmes de l’impasse du Doyenné où il fait la connaissance de jeunes hommes dont plusieurs deviendront célèbres, comme Gérard de Nerval ou Théophile Gautier. Arsène Houssaye dit de lui :

« Il vivait avec son père et sa mère, rue Saint-Roch. [...] On ne l’y voyait que le soir ou le dimanche, car il était attelé à un petit emploi de douze cents francs aux Enfants-Trouvés. Il avait beaucoup de camarades et peu d’amis. C’était dans notre poétique Bohème de l’impasse du Doyenné que nous vivions en familiarité avec ce charmant esprit. Édouard Ourliac venait tous les matins nous voir dans ce royaume de la fantaisie.[...] Nous n’avions pas d’argent, mais nous vivions en grands seigneurs ; nous donnions la comédie ; ces dames de l’Opéra soupaient chez nous, vaille que vaille, et daignaient danser pour nous à la fortune de leurs souliers. Édouard Ourliac surtout donnait la comédie. C’était le Molière de la bande. Il était auteur et acteur avec la même verve & la même gaieté. »

« Il aime la grosse gaieté, les farces, les danses bruyantes des bals de barrière ». Après la proclamation de la Monarchie de Juillet, il imagine se rendre sous les fenêtres des Tuileries, brandissant un drapeau tricolore, et accompagné de quelques jeunes gens recrutés sur son passage. Il appelle le roi Louis-Philippe, à grands cris, pour le prier de chanter La Marseillaise,. 
Il se marie en 1842 avec la fille d'un chef de bureau au Ministère de la guerre, mais leur union n'est pas heureuse : « au bout de quelque temps, son caractère s'assombrit ; il perdit sa turbulente gaieté et publia presque aussitôt une nouvelle, Hubert Talbot, qui est le roman d'un couple mal assorti ». Édouard Ourliac est atteint d'une maladie de poitrine, qui lui fait quitter Paris. Il va alors en Touraine, puis au Mans et enfin jusqu'en Italie. Il passe tout l'hiver de 1846 à Pise. Condamné par les médecins, il retourne à Paris où il mène une malheureuse existence. Édouard Ourliac, alors séparé de sa femme, n'a plus la force pour se consacrer à sa passion, l'écriture. Il accepte donc une place au Ministère de la Marine afin de passer du temps aux côtés de son vieux père. Après la mort de celui-ci, il se réfugie dans une maison religieuse (les frères de Saint-Jean de Dieu) où il meurt à trente-cinq ans. 

## L'écriture
Il se distingue par ses aptitudes littéraires et à l’âge de vingt ans, il publie ses deux premiers romans intitulés L’Archevêque et la protestante paru en 1832 ainsi que Jeanne la Noire paru en 1833. Ourliac écrit tout d'abord dans Le Figaro. Il est ensuite amené à collaborer au recueil du Journal des Enfants, il y compose plusieurs parades en prose ou en vers. Celles-ci finiront par devenir un très grand succès comme le Théâtre du seigneur Croquignole comprenant la Guérison de Pierrot, Gilles magicien, l'Hôpital des fous ou encore la Foire Saint-Nicolas. Dans la même veine plaisante, il est l'auteur d'un pastiche de Swift et de Scarron : Confession de Nazarille. Ses productions sont recueillies avec beaucoup de faveur et lui attirent l'attention de la critique, qui s'accorde généralement à dire que la pratique de la nouvelle convient bien au talent d'observateur d’Édouard Ourliac,.  
Il se lie d'amitié avec Balzac, qui publie sur lui des critiques assez positives, et avec qui il travaille à l'écriture de sa pièce de théâtre, Vautrin.  
Grand lecteur de Joseph de Maistre et de Bonald, il se tourne de plus en plus vers le catholicisme, et écrit dans le journal catholique l'Univers. Ses dernières productions littéraires, en particulier les Contes du Bocage, sont marqués par cette influence. 

## Postérité
Une rue de Carcassonne porte son nom à la suite d'un décret municipal du 15 mai 1901.

## Œuvres
- L’Archevêque et la protestante, De Vigny, 1832 (lire en ligne sur Gallica)
- Jeanne la Noire, Lachapelle, 1833 (lire en ligne sur Gallica)
- La jeunesse du temps, ou le temps de la jeunesse, parade bourgeoise, 1837
- Suzanne, Desessarts, 1840 (lire en ligne sur Gallica)
- La Confession de Nazarille, 1840 (Paru dans La Presse[1], puis repris en volume chez Michel Levy en 1865 ; lire en ligne sur Gallica)
- Physiologie de l'écolier, Aubert et Lavigne, 1841 (lire en ligne sur Gallica)
- Mademoiselle de La Charnaye, dans La Revue des Deux Mondes, 1841 (lire sur Wikisource)
- Brigitte ; Le Collier de sequins, A. Jamar, 1842 (lire en ligne sur Gallica)
- Contes du Bocage, précédés d'un tableau historique des premières guerres de la Vendée, Waille, 1843 (lire en ligne sur Gallica)

Comprend : Le Marquis de la Charnaye, Hector de Locmaria, La Commission militaire, La Statue de saint George
- Nouvelles diverses, Waille, 1844 (lire en ligne sur Gallica)

Comprend : L'ingénieux Thibault, Les Phyllophages, Souvenirs de mon oncle, Manette, Le Chemin de Kéroulaz, Légende apocryphe, Le Bien des pauvres, La petite Loiseau, Lafrimbolle, Tambour et Trompette
- Jean Réveillère, Impr. de Hinzelin, 1844
- Le Prince Coqueluche, son histoire intéressante et celle de son compagnon Moustafa, Hetzel, 1846

### Publications posthumes
Chez Michel-Lévy, publication des « Œuvres complètes », reprenant des ouvrages déjà publiés en volume, et des recueils de textes publiés en revues, dont :
- Contes sceptiques et philosophiques, 1865 (lire en ligne sur Gallica)
- La Marquise de Montmirail, 1865
- Nouvelles, 1865 (lire sur Wikisource)
- Les Contes de la famille, 1866 (lire en ligne sur Gallica)
- Nouveaux Contes du bocage, 1866
- Les Portraits de famille, 1866 (lire en ligne sur Gallica)
- Théâtre du seigneur Croquignole, 1866 (lire en ligne sur Gallica)
- Fantaisies, 1866 (lire en ligne sur Gallica)
- Proverbes et scènes bourgeoises, 1866
- Dernières Nouvelles, 1875 (lire en ligne sur Gallica)